# 外気浴
外気浴（がいきよく、the fresh air bath）は、戸外の新鮮な空気に直接触れることをいう。直射日光に当たることではなく、室内でも窓を開けて外気を取り込むことでも戸外の空気や光に触れることはできる。ふだん室内で衣服に覆われている皮膚を外の新鮮な空気に触れさせることによって、皮膚や粘膜、自律神経を刺激し、温度の変化に対する適応力や抵抗力を発達させる目的がある。

## 乳幼児
乳幼児の場合、生後2～3週間頃から室内で窓を開け、最初は1～22分くらいから外気に少しずつ慣らし、生後１ヶ月以後を目安に外気浴を開始する。最初は子どもが不安にならないように抱っこして5分くらいから始め、徐々に時間を長くしていく。
また季節に応じ、冬は比較的暖かい午前10時から午後3時までに、夏は涼しい時間帯の午前10時くらいまでが望ましい。人混みを避け、お天気の悪いときは止める。子どもの生活リズムの確立、欲求不満の解消、屋外生活になれるための準備としても大切なことなので、無理のない時間帯で行う。

## 外気浴のメリット
- 体温調節機能を向上させる。
- 皮膚感覚への刺激となる。
- 五感が刺激され周囲への興味が強くなる。
- 決まった時間に外気浴をすれば生活にリズムが生まれてくる。